# Єлісей Лютий-Черевик
Отаман Лютий (справжнє ім'я Єлісей Черевик) родом із села Водяне, тепер Петрівського району Кіровоградської області.

## Діяльність в комітеті
У другій половині 1920 року створено Об'єднаний Всеукраїнський повстанський комітет, який визнав Петлюру головою національного руху. До цього комітету входили більше 30-ти холодноярських отаманів, серед яких був і Єлісей Черевик.
В Україні 1920-го діяли до тисячі отаманів, які у своїх загонах об'єднували до 100 тисяч повстанців.

## Повстання з отаманом Степовим
В середині травня 1920-го року, отаман Степовий очолив бунт новобранців на збірному пункті у Кривому Розі. Повстання розпочалося з розгрому повітового військкомату, ЧК, міліції. Декілька тисяч новобранців на два дні захопили місто. Але коли Кривий Ріг був оточений червоною бригадою Котовського та загонами ЧК, повстанці подалися на схід. На той час отаман Степовий організував із повстанців Степову Олександрійську дивізію, що з двох тисяч бійців при двох гарматах. Першим кінним полком (куренем) (800 чоловік) командував отаман Лютий (Єлісей Черевик), другий піхотний полк (500–600 повстанців) очолив отаман Гнібіда. Незабаром до Степового перейшов махновський отаман Іванов (Тишанін) із 450–500 повстанцями, який сформував третій полк. Четвертий полк дивізії зібрав отаман Клепач. Цей полк (800-900 чоловік) діяв в Олександрійському повіті самостійно і лише номінально вважався частиною Степової дивізії.
На початку травня 1921-го року, чекісти вийшли на слід повстанського підпілля півдня України, коли отаман Андрій Рибалко-Зірка видав їм плани та місця укриття повстанських отаманів. Невдовзі було заарештовано Галєва, отамана Ільченка. 52 підозрюваних у змові було розстріляно Катеринославською ЧК. У цей час отаман Степовий ховався в німецьких хуторах біля Єлизаветграда, потім — у селі Очкалове, де жила його сестра, а в травні він і отаман Лютий опинилися в селі Ганникове, куди Степовий прийшов попрощатися зі своєю нареченою. Зрадник вказав місце ночівлі Степового та Лютого. Коли отамани побачили, що будинок оточений чекістами, вони почали відстрілюватись і спробували вирватися з пастки. Лютому вдалося втекти, а Степовий був тяжко поранений і невдовзі помер.

## Арешт
Отамана Лютого було заарештовано 1930 році.